# フェリーきたきゅうしゅうII
フェリーきたきゅうしゅうIIは、名門大洋フェリーが運航するフェリー。大阪南港と新門司港を結ぶ航路に就航している。

## 概要
フェリーきたきゅうしゅうの代船として、三菱重工業下関造船所で建造され、2015年11月29日に新門司発の上り第2便で就航した。本船の就航により、フェリーきたきゅうしゅうは引退、海外売船された。
2基1軸とアジマススラスターを組み合わせたハイブリッド推進システムを採用、三菱空気潤滑システム（MALS）を装備するなど、船体抵抗の削減と燃費向上が図られている。
車両甲板には、国内のフェリーで初となる電気自動車充電設備（10台分）を搭載した。

## 船内
船内は、発着地である北九州と京阪神の都市をイメージした「クールトーン」をコンセプトとしてデザインされた。バリアフリー対応のため、エントランスと同じ階層に乗用車専用駐車スペースが設置され、上下移動が不要となっている。利用客層の変化を受け、ツーリストの定員が先代の96名から380名へと大幅に増やされた一方、エコノミーは40名のみとなった。また、ツーリストとファーストにレディースルームが設定された。

### 船室
- スイート（和洋室）
- スイート（洋室）
- デラックス
- ファーストA
- ファーストB
- ファーストJ
- ファーストS
- ツーリスト
- エコノミー

### 設備

#### パブリックスペース
- 案内所
- エントランス
- プロムナード
- 展望ラウンジ

#### 供食・物販設備
- 展望レストラン
- 売店
- 自販機コーナー

#### 入浴設備
- 展望浴室（大浴場）
- シャワールーム

#### その他
- テレビラウンジ
- ゲームコーナー
- コインロッカー
- 喫煙室